# シタテルヒメ
シタテルヒメ（下光比売、下照比売、下照姫、下照媛）は、日本神話に登場する神道の女神。シタデルヒメ、タカヒメ（高比売、高姫）、ワカクニタマ（稚国玉）ともする。

## 概要
『古事記』では本名を高比売命（タカヒメノミコト）、亦の名を下光比売命・下照比売命（シタテルヒメノミコト）、『日本書紀』では下照姫・下照媛、亦の名は高姫、稚国玉（ワカクニタマ）、『先代旧事本紀』地神本紀では下照姫命と記述される。
『古事記』および『日本書紀』正伝によれば、葦原中国平定のために高天原から遣わされた天若日子が、大国主神に取り入ってあわよくば葦原中国を自分のものにしようと目論み、その娘である高比売命と結婚した。天若日子が高天原からの返し矢に当たって死んだとき、高比売命の泣く声が天（『古事記』では高天原）まで届き、その声を聞いた天若日子の父の天津国玉神や天若日子の妻子らは葦原中国に降臨し、天若日子の喪屋を建て殯を行った。そこに阿遅鉏高日子根神が訪れたが、その姿が天若日子にそっくりであったため、天津国玉神や妻子らは天若日子が生き返ったと喜んだ。阿遅鉏高日子根神は穢わしい死人と間違えられたことに怒り、喪屋を大量で斬り倒し、蹴り飛ばして去って行った。高比売命は、阿遅鉏高日子根神の名を明かす歌を詠んだ。この歌は「夷振（ひなぶり）」と呼ばれる（夷振を詠んだという記述は『日本書紀』正伝にはない）。『日本書紀』の第一の一書では、天稚彦の妻の名は記されておらず、夷振を詠んだ者の名としてのみ下照媛の名が登場し、味耜高彦根神の妹であるとしている。
別名の高比売命と音が似ていることから、『出雲国風土記』神門郡の多伎郷条に登場する所造天下大神（大国主神）の御子であるアダカヤヌシタキキヒメ（阿陀加夜努志多伎吉比売命）と同一神とする説があり、さらに「カヤ」から『延喜式』巻八に掲載されている祝詞「出雲国造神賀詞」に登場するカヤナルミ（賀夜奈流美命）とも同一神とする説もある。

## 系譜

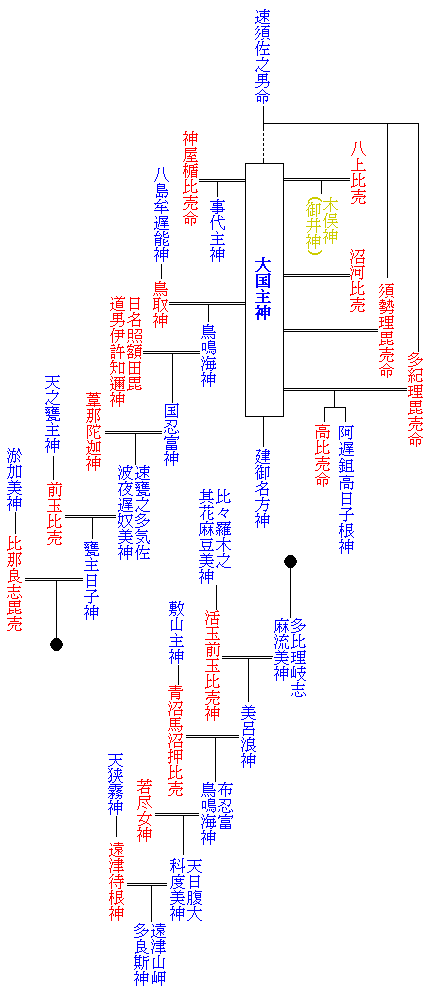
大国主の系図（『古事記』による）。青は男神、赤は女神、黄は性別不詳

『古事記』では大国主神（『日本書紀』では顕国玉）と多紀理毘売命の娘で、阿遅鉏高日子根神の妹としており、『先代旧事本紀』地神本紀でも『古事記』同様に大己貴神と田心姫命の娘で、味耜高彦根神の同母妹とする。

## 祀る神社
- 比賣神社（富山県南砺市高宮） - 主祭神
- 玉津岡神社（京都府綴喜郡井手町井出東垣内） - 主祭神
- 比売許曽神社（大阪府大阪市東成区東小橋）[注 1] - 主祭神（江戸時代までは牛頭天王）  - 『延喜式神名帳』では下照比売社が比売許曽神社であると記す。なお、比売碁曾社の主祭神は明治以降は牛頭天王から下照比売命に代わっている。
- 売豆紀神社（島根県松江市雑賀町） - 主祭神
- 内神社（島根県松江市大垣町） - 主祭神  - 高野宮とも呼ばれる。
- 大穴持御子玉江神社（島根県出雲市大社町杵築東） - 祭神  - 出雲大社の境外社。乙見社とも呼ばれる。
- 売布神社（兵庫県宝塚市売布山手町） - 主祭神
- 倭文神社（鳥取県東伯郡湯梨浜町宮内）  - 配祀  - 現在は建葉槌命が主祭神となっているが、社伝にはシタテルヒメに関するものが多く、大正時代まではシタテルヒメが主祭神であると考えられていた。倭文神社内の塚がシタテルヒメの墓であると考えられていたが、発掘により経塚であると判明した。